# Фёдоровка (Большеберезниковский район)
 Фёдоровка  — деревня в Большеберезниковском районе Мордовии  в составе Марьяновского сельского поселения. До 1924 года относилась к Симбирской губернии, Карсунского уезда, Больше-Березниковской волости. С 1924 по 1928 была в составе Ульяновской губернии. С 1928 года  в составе Чамзинского района Мордовского округа Средне-Волжской области. В 1930 году Мордовский округ был преобразован в Мордовскую автономную область Средневолжского края и деревня находилась в составе Кочкуровского района. 20 декабря 1934 года Постановлением Президиума ВЦИК была создана Мордовская Автономная Советская Социалистическая Республика (Мордовская АССР).  26 января 1935 года образовался Большеберезниковский район.Указом Президиума Верховного Совета МАССР от 19 февраля 1963г. Большеберезниковский район был упразднен и включен в состав Чамзинского района. Обновленный территориально-производственный район не оправдал себя,оказался не жизни способным, и Указом Президиума Верховного Совета РСФСР от 3 ноября 1965 года был вновь образован Большеберезниковский район где и числится  деревня по настоящее время.

## География
Находится на р. Пичинейка (от мордовского Пиче-сосна, лей-река), приток реки Урлейка (от мордовского Ур-белка, лей-река).На плане генерального межевания Карсунского уезда Симбирской губернии начала 19 века речка Пичинейка указана как Азорлей (от мордовского Азор-хозяин,лей-река) Такое же название она носит на карте 1861 года. Что побудило со временем поменять название реки остается загадкой.
Деревня расположена примерно в 8 километров по прямой на запад-юго-запад от районного центра села Большие Березники.

## История

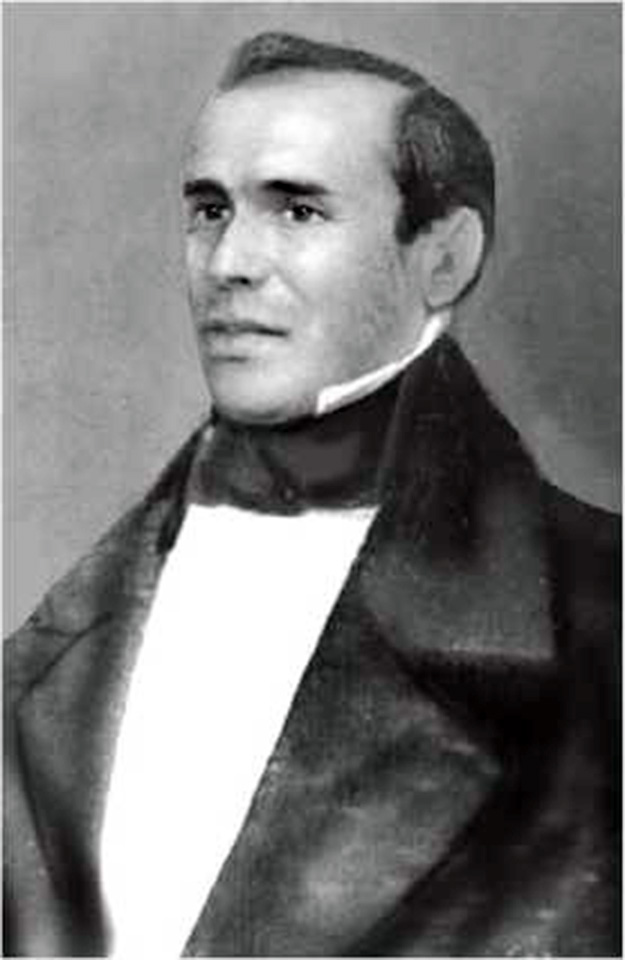
Петр Алексеевич Мальшин

Первое упоминание в 1806 году в метрической книге села Большие Березники. Первый владелец и основатель — надворный советник, один из крупнейших представителей рязанского купечества и известный благотворитель Петр Алексеевич Мальшин (~1752 — 31 марта 1821). После его смерти крепостные и все имущество переходит по наследству его жене и дочерям. Владения в этой местности составляли:с.Большие Березники,с.Починки и деревни Федоровка,Марьинка(Марьяновка),Петровка,Елизаветинка,Ташага,Николаевка, стар.Найманы и Краснояровка (Нов.Найманы).  Федоровка досталась дочери-Екатерине Петровне Мальшиной (20 февраля 1810 — 27 февраля 1839).Её псевдоним - "Малыгина". В 1826 году она выходит за муж за Александра Николаевича Арапова (21 декабря 1801 — 8 мая 1872) помещика Пензенской губернии. После её смерти наследниками становятся муж и двое их сыновей Александр (30 октября 1832 — 1919) и Павел (6 февраля 1839 — 29 марта 1885) последний, пройдя все ступени дипломатической службы в министерстве 2 июня 1883 г. получает направление в Португалию чрезвычайным и полномочным посланником при дворе португальского короля. Умер в Париже от болезни печени. После смерти брата Александр ставший гофмейстером Двора Его Императорского Величества, тайным советником. владел деревней до прихода советской власти. В его имение входили деревни Проказна, Екатериновка, Чертеим -Пензенской губернии и часть Больших Березников, Фёдоровка, Марьяновка, Найманы, Ташага в Симбирской губернии. Вся большая семья Араповых, кроме Александра Александровича и его среднего сына Николая (взят чекистами в заложники и расстрелян 18 сентября 1918 г. в Пензе), эмигрировала во Францию.

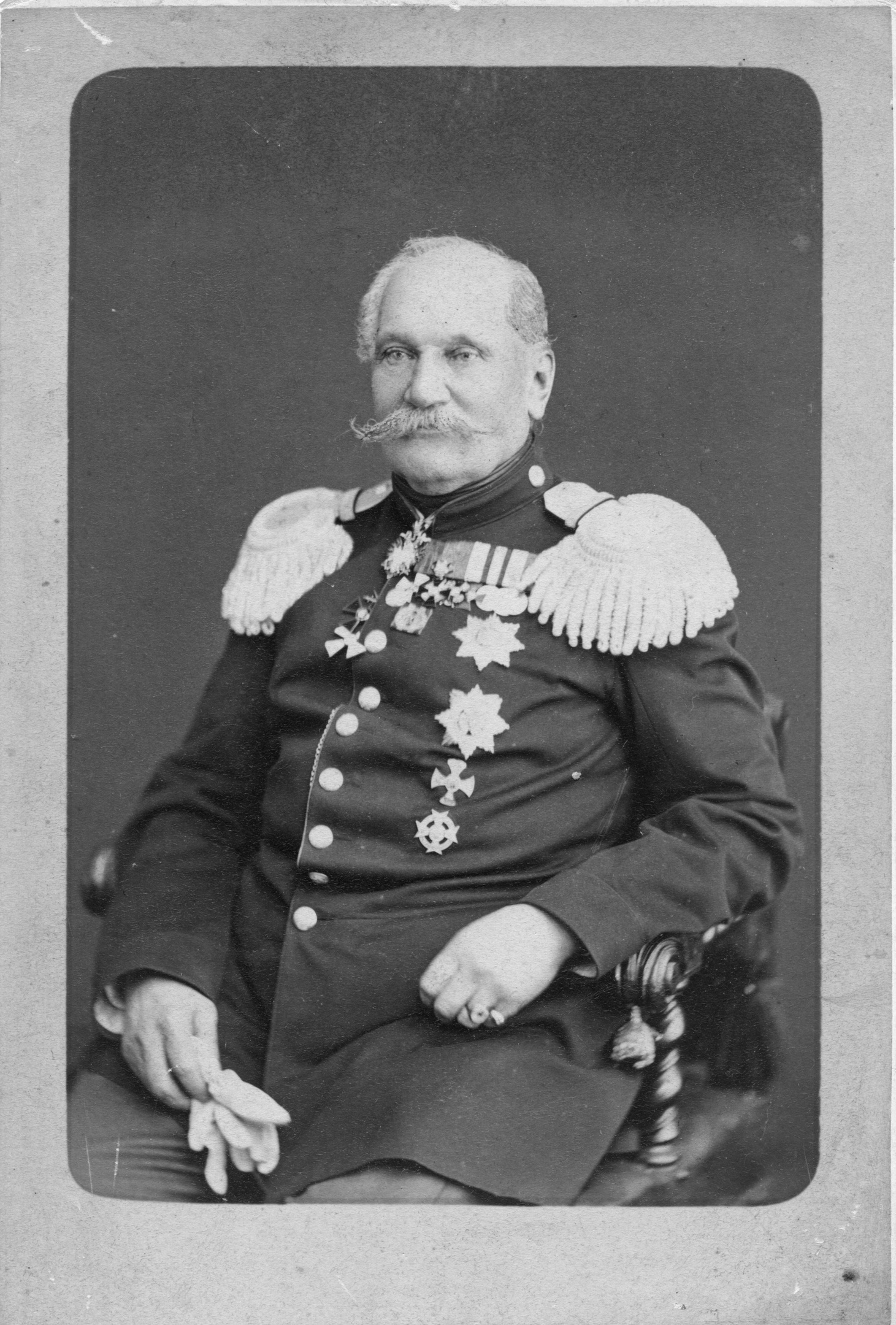
Александр Николаевич Арапов

В 1847 году по стране бушевала эпидемия холеры, унесшая жизни и многих жителей деревни.
Несмотря на то, что основным занятием крестьян оставалось выращивание хлеба, голод 1891—1898 вызванный сильной засухой и получивший название «чёрный голод Поволжья» унёс многие жизни. В оказании помощи голодающим большую роль сыграла пристань в Б.Березниках, куда приходил хлеб из Пензы под строгим наблюдением волосного старшины Никулина.

Жители деревни являлись прихожанами Троицкой церкви с. Большие Березники. В 1876 году в Марьяновке была возведена Успенская церковь и федоровцы стали её прихожанами. 

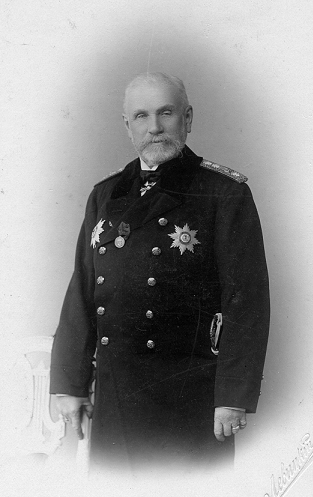
Александр Александрович Арапов

В советские годы относились к колхозу «Завет Ильича» Айкинского сельсовета, с 1955 колхоз относился к Судосевскому сельсовету. В соответствии с Указом Президиума Верховного Совета МАССР от 27 мая 1958г. деревня Федоровка перечислена из состава Судосевского сельсовета в административно-территориальное подчинение Марьяновского сельсовета.
В начале Нижней улицы  возле прудка стояла водяная мельница,так же на этой улице располагался "Клуб" и магазин.
В конце Верхней улицы была школа (большой дом разделенный на две комнаты) и конный двор.

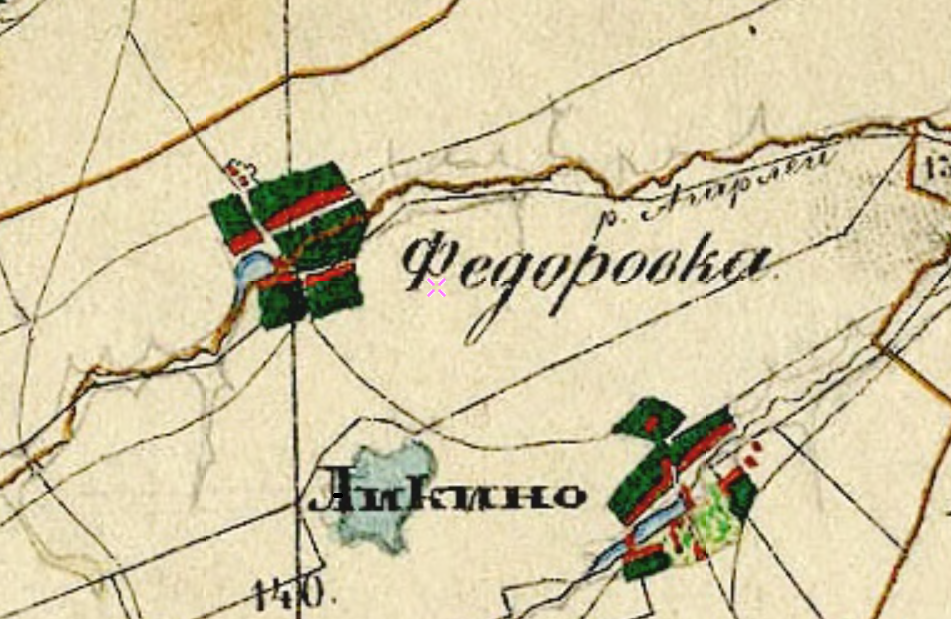
Деревня Федоровка Карсунского уезда Симбирской губернии на карте Менде 1861 года

## Население
| 2002 | 2010 |
| ---- | ---- |
| 67   | ↘32  |

Первые жители предположительно переведены из села Большие Березники в 1806 году или чуть ранее. 
По переписи 1850 года в деревне крестьян 158 мужского пола и 175 женского. В 1911 году, в деревне было отмечено 66 семей, 195 мужского пола и 215 женского.
, Помимо крестьянских обязанностей в деревне отмечено мужчин: батраки 14,чернорабочие 9. Женщин: кухарка 1, нищая 1.
Несколько федоровцев участвовало в сражениях Первой Мировой Войны: 
Беркаев П.Н.,Гунин М.А.,Забатурин Я.П.,Ламкин И.А., Миндин Н.А., Муратов С.Ф., Сергейчев В.М.
В годы Гражданской войны Ганюшкин Осип Иванович сражался в рядах красной армии и погиб в бою 21 апреля 1921г.
Как минимум 7 жителя деревни были репрессированы в разные годы (Миндин Н. А. 1886 г.р. — секретарь сельского совета приговорен к 10 годам заключения в концлагерь , Ламкин В. А. 1898 г.р. — счетовод колхоза к 5 годам заключения , его брат Ламкин О. А. 1891 г.р. — колхозник к 5 годам заключения, Ворожейкин Н.Т. 1882 г.р.- проводил антисоветскую агитацию, Забатурин П.Д. 1879 г.р -раскулачен, Летников Е.Я. 1860 г.р. -раскулачен, Летников В.Е. 1905 г.р. - 3 года ИТЛ за антисоветскую агитацию.). Спустя многие годи их всех реабилитировали.
В годы Великой Отечественной войны многие фёдоровцы ушли на фронт, 19 из них не вернулись домой: Басалаев И.Д., Басалаев А.Ф., Беркаев А.А., Ворожейкин С.И., Забатурин Ф.А., Киреев Ф.П., Кудачихин М.З., Кудачихин М.М., Ламкин В.А., Ламкин Я.Г., Лизиков И.Н., Лизиков М.Н., Муратов Н.Я., Муратов П.Я., Потапкин Н.Н., Тюрюшкин В.И.,Тюрюшкин Г.И., Тюрюшкин И.М.,  (Информация взята из Книги Памяти республики Мордовия.Том 3). Своего памятника героям ВОВ нет. Поскольку деревня относится к Марьяновскому сельскому поселению,все имена павших записаны на мемориале этого села.
В процессе изучения Метрических книг и ревизских сказок донного поселения выяснилось что фамилии первых поселенцев со временем изменились так: Шаченов стал Ганюшкиным и Языниным, Осипов-Муратов, Которов-Летников,Чурилов-Ламкин,Ифутин-Тюрюшкин и Швецков,Васьков-Матросов и тд.
Постоянное население в 2002  составляло 67 человек (русские 100 %),32  в 2010 году.

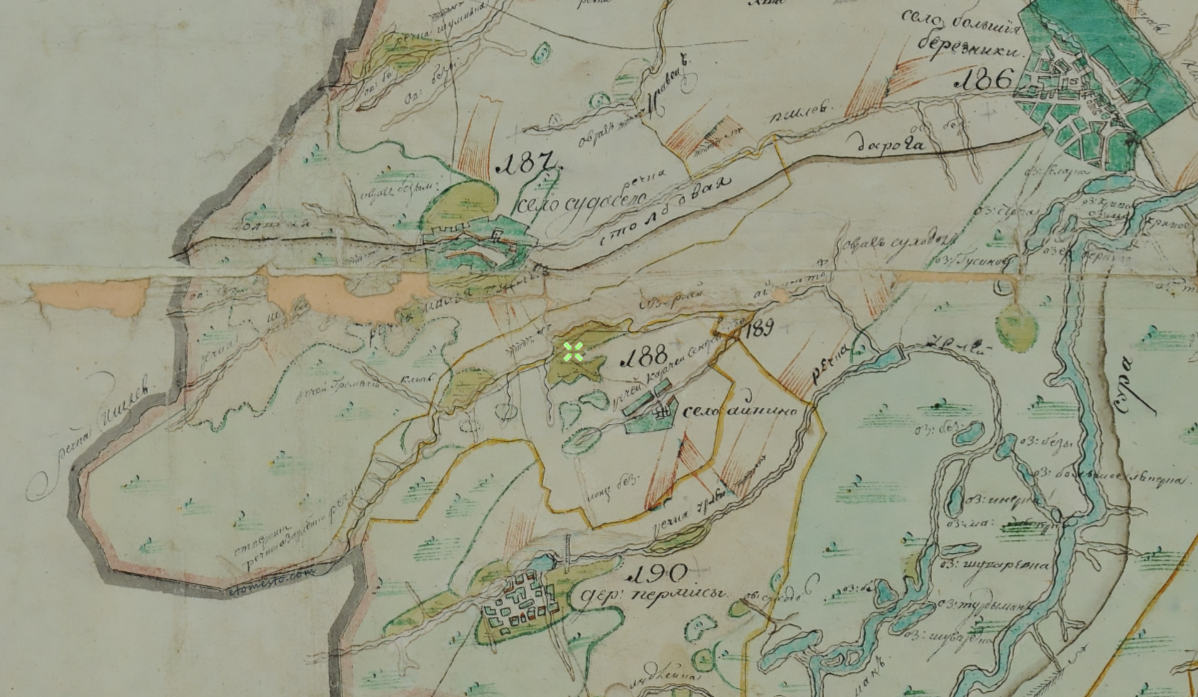
ПГМ Карсунского уезда начало 19 века. На ней земля где будет располагаться деревня Федоровка указана ,как плодородное перспективное место.

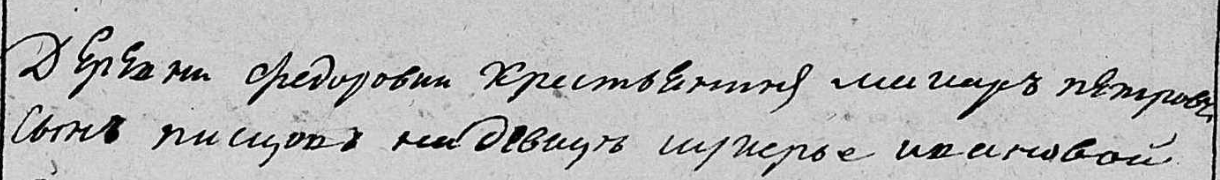
Первое упоминание о д.Федоровка. Запись о браке в церковной, метрической книге села Большие Березники за 1806 г.

Вид на деревню